# Esteban Óscar Fuertes
Esteban Óscar Fuertes (Coronel Dorrego, 26 de desembre de 1972) és un futbolista professional argentí, que ocupa la posició de davanter.

## Trajectòria
Comença la seua carrera a l'CA Independiente el 1991. No té continuïtat i recala a equips més modestos, com El Porvenir i Los Andes. El 1995, hi retorna a la màxima categoria del seu país a les files del Platense, on només juga un any abans de fitxar pels rivals del seu primer equip, el Racing Club de Avellaneda. A la campanya següent s'incorpora al Colón de Santa Fe, el club en el qual més hi destacaria.
Amb aquest equip es converteix en el màxim golejador del Clausura del 2000, amb 17 gols, que li obrin les portes d'Europa. Abans ja hi havia militat un any al Derby County FC anglés. També hi passaria pel RC Lens francès i pel CD Tenerife de la primera divisió espanyola.
El 2002 hi retorna al seu país per jugar amb River Plate. A l'any següent retorna de nou al Colón, on ha esdevingut el màxim golejador de la història del club, superant el centenar de dianes.

## Selecció
Fuertes va disputar un encontre amb la selecció argentina. Va ser al maig del 2009 davant el Panamà, de manera que va ser el jugador de més edat en debutar amb l'albiceleste.